# 原角龍科
原角龍科（学名：Protoceratopsidae）是鸟臀目角龍亚目的一科恐龍，学名取自希臘文，意思為“第一種臉上有角的”。牠們在外表上類似血緣關係極接近的角龍科，但通常體型較小、較為原始。到目前為止，原角龍科都在晚白堊紀的亞洲耐梅蓋特組發現，地質年代相當於9960萬到7060萬年前模式屬是原角龍。

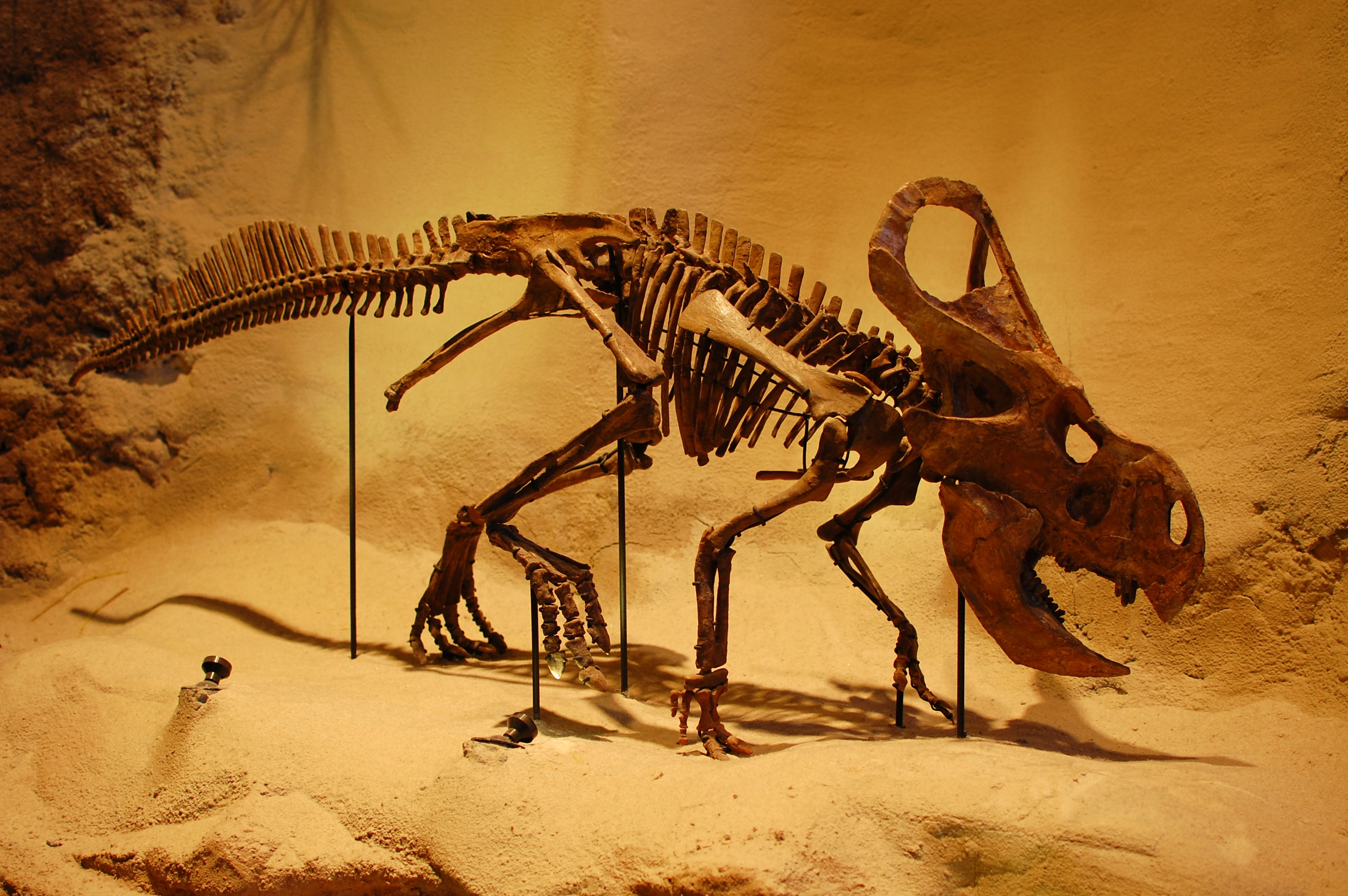
安氏原角龍的骨架模型，位於卡內基自然歷史博物館

原角龍科是在1923年由沃特·格蘭傑（Walter W. Granger）與威廉·葛萊谷瑞（William K. Gregory）建立，當時只有單一種安氏原角龍（Protoceratops andrewsi）。Granger與Gregory認為原角龍血緣與其他角龍類接近，但因為夠原始可獨立成立一科，甚至可成立亞目。稍晚，原角龍科的範圍擴張為：所有比鸚鵡嘴龍科先進，而比角龍科原始的角龍類。在1998年，保羅·塞里諾（Paul Sereno）將原角龍科定義為：所有血緣接近原角龍，而較三角龍遠的冠飾角龍類所構成的基群演化支。塞里諾的定義使原角龍科成為單系群，但可能不包含某些傳統上被認為是原角龍科的恐龍，例如纖角龍、蒙大拿角龍。以上兩者現在常被分類於纖角龍科，該科大部分發現於北美洲。
塞里諾在2000年將三屬列入原角龍科：原角龍（Protoceratops）、弱角龍（Bagaceratops）、以及雅角龍（Graciliceratops）。從這些恐龍衍生出的特徵包括枕骨旁的帶狀結構、枕骨上非常小的髁狀突、以及前齒骨向上的背部邊緣。原角龍與弱角龍（還有纖角龍）頭顱頂有刀狀的矢狀脊。
最近發現的幾個屬，也可能屬於原角龍科。在2003年，Vladimir Alifanov建立起新的弱角龍科（Bagaceratopidae），但並未定義，當時包括：弱角龍、扁角龍（Platyceratops）、喇嘛角龍（Lamaceratops）、以及矮腳角龍（Breviceratops）。然而，因為適用於塞里諾的種系發生學定義，Alifanov的弱角龍科似乎是原角龍科的次演化支。